# Scott Alexander
Scott Alexander (* 16. Juni 1963 in Los Angeles, Kalifornien) ist ein US-amerikanischer Drehbuchautor, Filmproduzent und Filmregisseur. Bei seinen Projekten arbeitet er regelmäßig mit Larry Karaszewski zusammen.

## Leben
Alexander wurde in Los Angeles geboren und wuchs dort auch auf. Er lernte seinen späteren Autoren-Partner Larry Karaszewski während des Studiums an der School of Cinema-Television der University of Southern California kennen. Seine Karriere beim Film begann Alexander Mitte der 1980er Jahre in verschiedenen Rollen, so unter anderem als Schnittassistent, Tonassistent und Music Coordinator.
1990 wurde ihr Drehbuch für die Komödie So ein Satansbraten von Dennis Dugan verfilmt. Der Erfolg des Films zog zwei Fortsetzungen und eine Zeichentrickserie nach sich. In den 1990er Jahren folgten Drehbücher für Filme wie Ed Wood, Larry Flynt – Die nackte Wahrheit und Der Mondmann. Im Jahr 2000 führten beide bei der Komödie Dumm gelaufen – Kidnapping für Anfänger erstmals Regie. Der Film wurde von der Kritik zerrissen und floppte auch an den Kinokassen. Danach wandte sich das Duo wieder dem Schreiben von Drehbüchern zu. Ihr Drehbuch zu Big Eyes wurde 2014 von Tim Burton verfilmt, mit dem sie bereits für Ed Wood zusammengearbeitet hatten.
2016 erschufen Alexander und Karaszewski die Anthologieserie American Crime Story, deren erste Staffel sich mit dem Strafprozess gegen O. J. Simpson auseinandersetzte. Für die nächsten Staffeln fungierten beide nur noch als Executive Producer.
Für das Drehbuch zu Larry Flynt – Die nackte Wahrheit wurde Alexander gemeinsam mit Karaszewski 1997 mit dem Golden Globe Award ausgezeichnet und sie gewannen den Satellite Award. Die Writers Guild of America zeichnete die beiden mit dem Paul Selvin Honorary Award aus. Die Arbeit an der Serie American Crime Story wurde mit zwei Emmy-Auszeichnungen geehrt, zusammen mit dem gesamten Produktionsteam wurde er 2017 und 2019 mit dem Producers Guild of America Award ausgezeichnet. Hinzu kamen 2017 der USC Libraries Scripter Award und der WGA Award.

## Filmografie (Auswahl)
Drehbuchautor
- 1990: So ein Satansbraten (Problem Child)
- 1990: Monsters (Fernsehserie, 1 Episode)
- 1991: Geschichten aus der Gruft (Tales from the Crypt, Fernsehserie, 1 Episode)
- 1991: Ein Satansbraten kommt selten allein (Problem Child 2)
- 1993–1994: So ein Satansbraten (Problem Child, Fernsehserie, 26 Episoden)
- 1994: Ed Wood
- 1996: Larry Flynt – Die nackte Wahrheit (The People vs. Larry Flynt)
- 1997: Dieser verflixte Kater (That Darn Cat)
- 1999: Der Mondmann (Man on the Moon)
- 2000: Dumm gelaufen – Kidnapping für Anfänger (Screwed)
- 2003: Agent Cody Banks
- 2007: Zimmer 1408 (1408)
- 2014: Big Eyes
- 2016: American Crime Story (Fernsehserie, Idee, Drehbuch für 5 Episoden)
- 2019: Dolemite Is My Name

Produzent
- 2002: Auto Focus
- 2014: Big Eyes

Filmregisseur
- 1989–1990: Monsters (Fernsehserie, 2 Episoden)
- 2000: Dumm gelaufen – Kidnapping für Anfänger (Screwed)